# Jan Pohl (lední hokejista)
Jan Pohl (* 21. prosince 1990) je český lední hokejista hrající na postu obránce.

## Život
V mládí začínal v klubu SC Kolín. Postupně nastupoval za mládežnické výběry Hradce Králové, Sparty Prahy a Horácké Slavie Třebíč. Během sezóny 2009/2010 odehrál i devatenáct utkání za Jablonec nad Nisou. Počínaje ročníkem 2011/2012 pravidelně hrával za mužstvo pražské Kobry, odkud v pozdějších sezónách odcházel vypomoci do mužstev z české druhé nejvyšší soutěže. Takto během sezóny 2013/2014 nastoupil osmi utkáním za Havlíčkův Brod a v následujícím ročníku ke dvanácti zápasům za Ústí nad Labem. Další ročník již odehrál téměř celý za ústecký klub a pouze v jediném utkání nastoupil za Kobru. Počínaje ročníkem 2016/2017 se stal hráčem HC Slavia Praha.